# Tama (Katze)

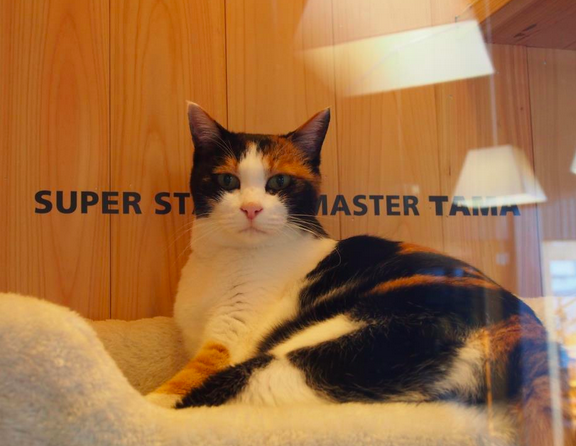
Tama (2012)

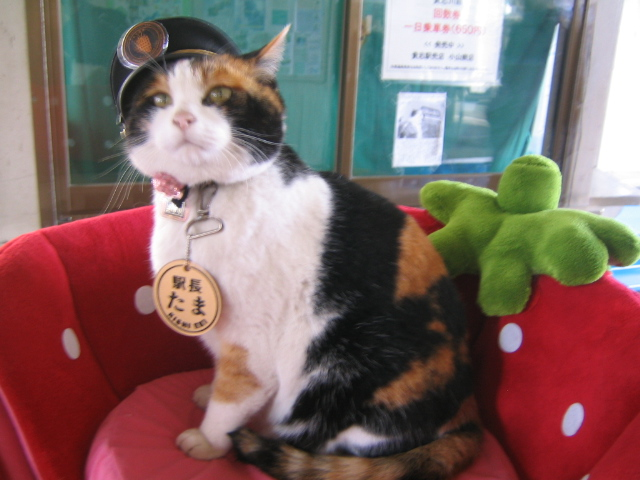
Tama mit Dienstmütze und Namensplakette (2007)

Tama (jap. たま; * 29. April 1999 in Kinokawa; † 22. Juni 2015 in Iwade) war eine Katze, die auf dem Bahnhof Kishi von Kinokawa lebte. Nationale Bekanntheit erlangte sie, als die örtliche Bahngesellschaft sie offiziell zur „Bahnhofsvorsteherin“ ernannte. Aufgrund weiterer Beförderungen erreichte sie 2013 als „stellvertretende Präsidentin“ den zweithöchsten Posten der Bahngesellschaft. Nach ihrem Tod wurde sie als Kami eingeschreint.

## Ernennung zur „Bahnhofsvorsteherin“

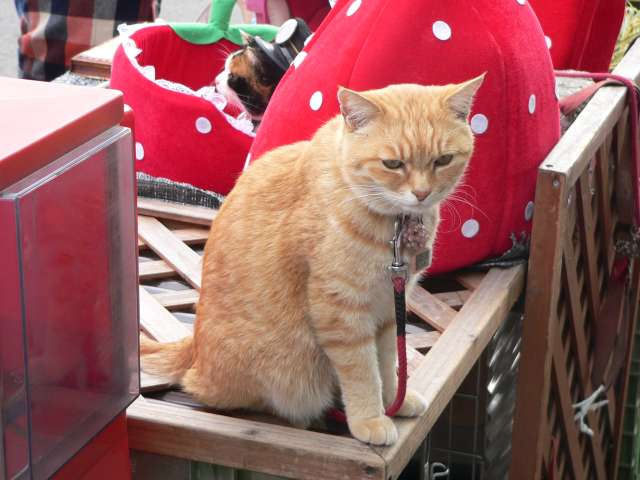
Mīko und im Hintergrund Tama (2007)

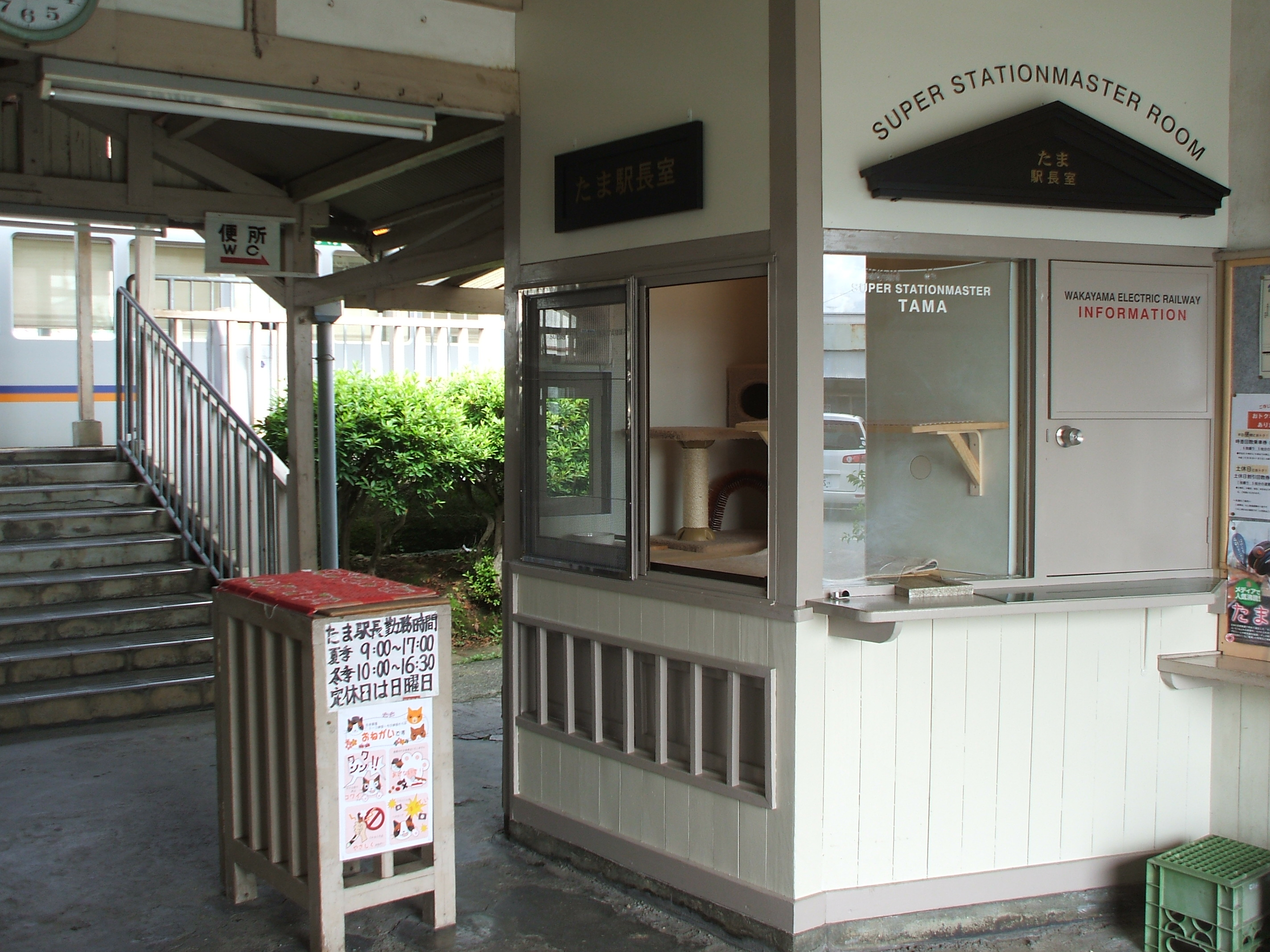
„Büro“ des Bahnhofsvorstehers an der Kishi-Station (2008)

Die Mutter Mīko (ミーコ; 1998–2009) der Schildpatt-Katze war eine Streunerin, die von einer Reinigungskraft auf den Bahnhof gebracht worden war. Tama wurde regelmäßig von dem in unmittelbarer Nähe der Bahnstation ansässigen Lebensmittelhändler Toshiko Koyama gefüttert und verblieb dort. Die Kishi-Bahnstation ist die Endhaltestelle der 14,3 km langen Kishigawa-Linie, die vom nordwestlich gelegenen Bahnhof Wakayama aus startet. Es ist die einzige Strecke, die von der Wakayama Dentetsu betrieben wird.
Aufgrund finanzieller Einbußen zog Wakayama Dentetsu ab April 2006 ihr gesamtes Personal von den Bahnhöfen ab. Die Kishigawa-Linie machte zu dieser Zeit einen jährlichen Verlust von 4,9 Mio. US-Dollar (ca. 4 Mio. Euro), und die Passagierzahlen sanken auf 5000 pro Tag beziehungsweise 1,9 Mio. im Jahr. Um Kosten zu senken, rekrutierte man Angestellte nahe gelegener Geschäfte. Im Falle des Kishi-Bahnhofs übernahm diese Aufgabe Toshiko Koyama, der noch immer die Katzen an der Bahnstation versorgte. Die Bahngesellschaft hörte von den Katzen und ernannte im Januar 2007 die siebenjährige Tama formell zur „Bahnhofsvorsteherin“ (ekichō), während zwei weitere Katzen als ihre Stellvertreter benannt wurden. Diese waren Chibi (ちび; * 2000) sowie ihre Mutter Mīko, die jedoch 2009 starb. Um Tama von den beiden anderen Tieren zu unterscheiden, wurde eigens für sie eine offizielle Mütze der Bahngesellschaft geschneidert. Später wurde die Katze mit einer goldenen Namensplakette ausgestattet.

## Erfolgreiche Vermarktung

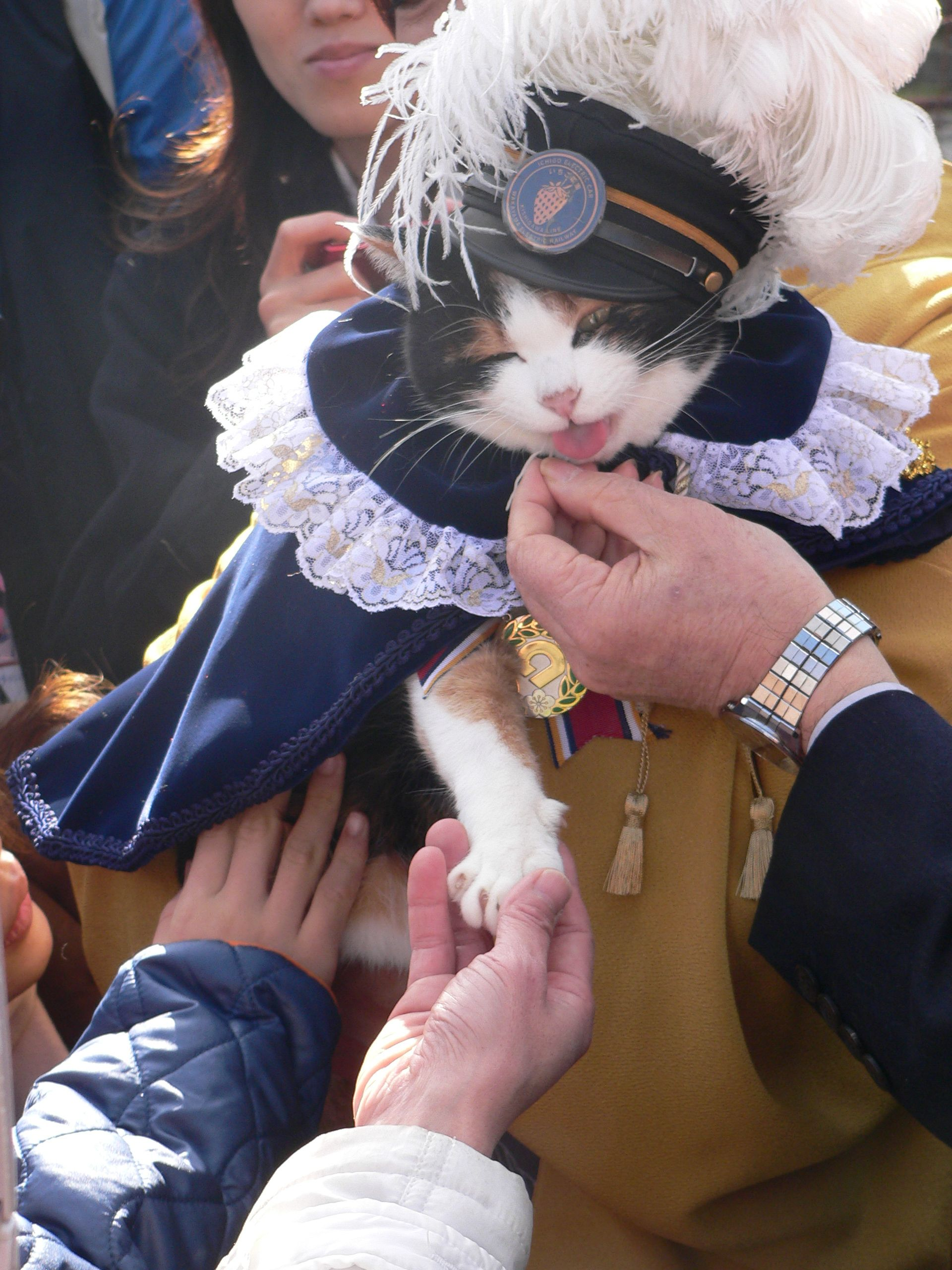
Tama im Rittergewand

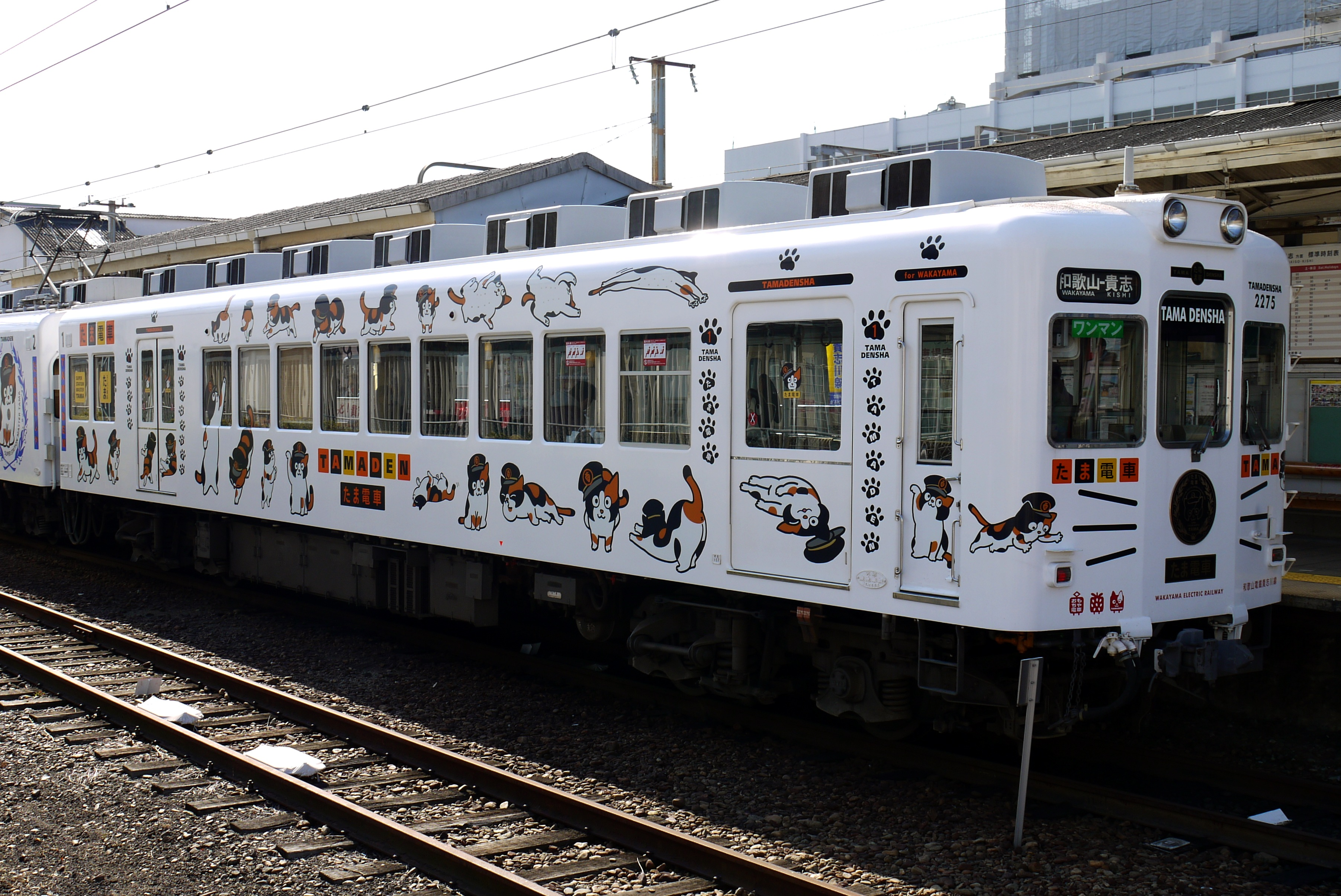
Der nach der Katze gestaltete Zug „Tama Densha“

Japanische Medien berichteten über die Katze, woraufhin die Passagierzahlen auf der Kishigawa-Linie erheblich zunahmen. Noch im Monat Januar stiegen diese im Vergleich zum Vorjahr um 17 Prozent. Im März 2007 wurde im Vergleich zu den letzten zwölf Monaten ein Anstieg von zehn Prozent auf 2,1 Mio. Fahrgäste verzeichnet. Tama beobachtete die täglich ankommenden Züge und Reisenden, letztere sahen in ihr einen Glücksbringer. Offiziell „arbeitete“ sie von Montag bis Samstag von 9 bis 17 Uhr und erhielt als „Lohn“ Katzenfutter.
Im Januar 2008 wurde die Katze von Wakayama Dentetsu zur „Oberbahnhofsvorsteherin“ (スーパー駅長, Sūpā ekichō, engl. Super Stationmaster) ernannt. Im 36 Mann starken Unternehmen wurde sie damit die einzige weibliche Führungskraft bzw. hält dem Titel nach den fünfthöchsten Posten inne. Einher ging diese „Beförderung“ mit der Einrichtung eines eigenen „Büros“, einem stillgelegten Fahrkartenverkaufsschalter im Bahnhof, der mit Kratzbäumen und einer Katzentoilette ausgestattet war und im April 2008 feierlich vom Bürgermeister der Stadt Kinokawa und dem Leiter der Bahngesellschaft eröffnet wurde. Laut einer im Herbst 2008 veröffentlichten Studie hatte die Katze durch den Verkauf von Kinderbüchern und Werbeartikeln sowie einen Fernsehauftritt einen Umsatz von 1,1 Mrd. Yen (ca. 7,5 Mio. Euro) im Jahr 2007 erwirtschaftet. Allein der Gewinn durch den Fernsehauftritt belief sich auf 280 Mio. Yen (ca. 2 Mio. Euro). Die Idee wurde daraufhin teilweise erfolgreich von weiteren japanischen Bahnlinien aufgegriffen, die Katzen, aber auch Hunde oder Kaninchen als „Bahnhofsvorsteher“ einführten. Gleichfalls wurden internationale Medien auf das Tier aufmerksam, unter anderem widmete der US-amerikanische Fernsehsender CNN der „10-Millionen-Dollar-Katze“ Ende Oktober 2008 einen Fernsehbeitrag. Zur selben Zeit wurde Tama für ihre „Verdienste um die positiven wirtschaftlichen Effekte und wegen ihres Charmes“ vom Gouverneur der Präfektur zum „Ritter von Wakayama“ (和歌山県勲功爵, Wakayama de naito) ernannt.

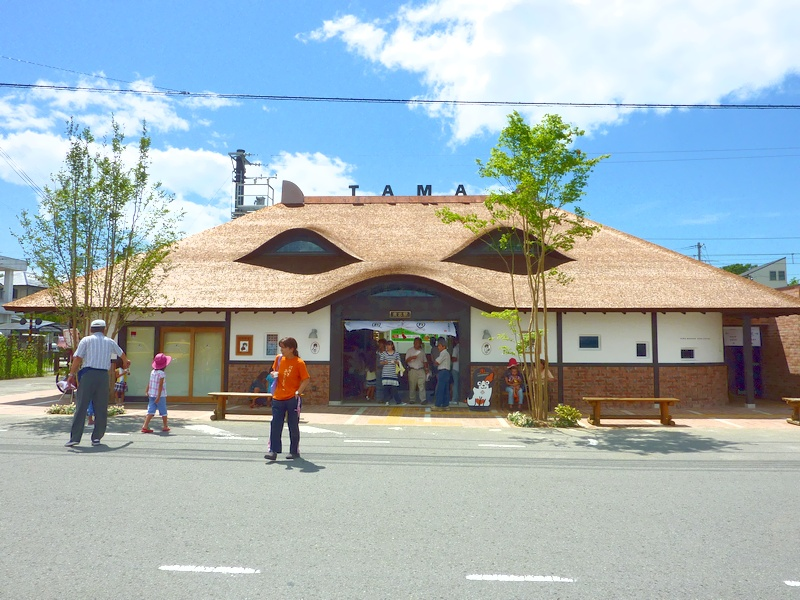
Renoviertes Bahnhofsgebäude (August 2010)

Im April 2009 berichtete Myriam Tonelotto in dem kombinierten ARTE-Dokumentar- und Zeichentrickfilm Katzenlektionen (La voie du chat) unter anderem über das Phänomen. Zur selben Zeit nahm ein neuer Zug mit dem Namen Tama Densha auf der Kishigawa-Linie seinen Betrieb auf. Der Zug ist mit Comic-Motiven von Tama geschmückt. Später erhielt auch eine Straßenbahn die gleiche Bemalung. Die 4,5 kg schwere Katze wurde zuletzt Anfang Januar 2010 von der Bahngesellschaft zu einem „Geschäftsführer“ (執行役員, shikkō yakuin) ernannt. Kurze Zeit später wurde Tama kurzfristig „außer Dienst gestellt“, damit der Kishi-Bahnhof renoviert werden und eine neue Fassade erhalten konnte, die an das Antlitz Tamas erinnern soll. Der Bau wurde Anfang August 2010 fertiggestellt.
Im Januar 2013 wurde Tama zur „stellvertretenden Präsidentin“ (shachō-dairi) des Unternehmens befördert.

## Tod
Am 22. Juni 2015 verstarb die Katze an einer Nebenhöhleninfektion im Alter von 16 Jahren. Die Beisetzung, an der tausende Menschen teilnahmen, erfolgte am 28. Juni 2015 am Bahnhof Kishi. Sie wurde mit einer Beerdigung mit 3000 Trauergästen im Shintō-Stil und mit dem posthumen Titel „Ewige Bahnhofsvorsteherin, Ehrenhalber“ (名誉永久駅長, Meiyo eikyū ekichō) geehrt. Am 11. August 2015 erfolgte die Einschreinung als Nekogami Tama Daimyōjin (たま大明神, „sehr erhabene Gottheit Tama“) im Neko-jinja (ねこ神社, „Katzenschrein“) am Bahnhof.
Tamas Nachfolgerin, „Nitama“, zu Deutsch Tama, die Zweite, die bereits seit 5. Januar 2012 Tamas offizieller Lehrling war, übernimmt jetzt ihre Aufgaben.